# أنطونيو جارثيا - بييدو
أنطونيو جارثيا بييدو إي جارثيا دي دييجو (مدريد، 30 أبريل 1936) هو عالم إسباني متخصص في علم الوراثة التنموي والتمايز الخلوي الجزيئي

## السيرة الذاتية
ولد في 30 أبريل 1936 في مدريد. ابن المؤرخ وعالم الآثار أنطونيو جارثيا إي بييدو وحفيد (من جهة والدته) عالم فقه اللغة فيسنتي جارثيا دي دييجو. درس العلوم الحيوية في جامعة كومبلوتنسي بمدريد، وتخرج منها عام 1958، وانضم إلى المجلس الأعلى للبحث العلمي في ذلك الوقت بفضل منحة دراسية. وفي عام 1962 حصل على الدكتوراه في العلوم من نفس الجامعة بأطروحته للدكتوراه: "علم الوراثة الظاهري للموضع "المجعد (fw)" في ذبابة الفاكهة". وأكمل دراسته في جامعة كامبريدج، وجامعة زيورخ، ومعهد كاليفورنيا للتكنولوجيا.
أستاذ باحث في المجلس الأعلى للعلوم والتكنولوجيا منذ عام 1974. وهو عضو مؤسس في مركز علم الأحياء. كان سيفيرو أوتشوا أستاذًا جزيئيًا وأدار مختبر علم الوراثة التنموي في نفس المركز لمدة 32 عامًا. شغل منصب مدير معهد علم الوراثة ومركز سيفيرو أوتشوا لعلم الأحياء الجزيئي. وهو صديق مقرب لسيفيرو أوتشوا، وواحد من أكثر العلماء الإسبان شهرة على المستوى الدولي، وهو المسؤول عن عمل مهم للغاية في مجال علم الوراثة التنموية والتمايز الخلوي، حيث تناول مشكلة تفسير المفارقة التي مفادها أن خلية واحدة تشكل خلايا أخرى في انقسامات متتالية تختلف في التكوين والوظيفة. وتتجمع هذه الخلايا بعد ذلك معًا لتكوين هياكل دقيقة للغاية، مما يؤدي إلى ظهور أنسجة وأعضاء مختلفة. لقد مهد عمله الطريق لفهم آلية التمايز الجيني والتكوين الشكلي للكائنات الحية. كان أستاذاً زائراً في العديد من الجامعات وألقى مئات المحاضرات في جميع أنحاء العالم. التدريب الأكاديمي للأستاذ الدكتور أنطونيو جارثيا بييدو مع الأساتذة V.B. وقد زوده ويجلزوورث (كامبريدج، بريطانيا العظمى)، وإرنست هادورن (زيورخ، سويسرا)، وأ. هـ. ستورتيفانت، وإدوارد ب. لويس (معهد كاليفورنيا للتكنولوجيا، الولايات المتحدة الأمريكية) بالأساس المفاهيمي لإجراء التحليلات الفسيولوجية والوراثية والتنموية للتكوين الجيني، وهو مجال اهتمامه. وهو العضو الإسباني الوحيد في الأكاديمية البابوية للعلوم. أشرف على 22 رسالة دكتوراه وله 165 بحثاً منشوراً في مجلات وكتب متخصصة.